# 12762 Nadiavittor
12762 Nadiavittor este un asteroid din centura principală de asteroizi.

## Descriere
12762 Nadiavittor este un asteroid din centura principală de asteroizi. A fost descoperit pe 26 octombrie 1993 la observatorul astronomic din Farra d'Isonzo. Asteroidul prezintă o orbită caracterizată de o semiaxă mare de 3,17 ua, o excentricitate de 0,18 și o înclinație de 14,6° în raport cu ecliptica.